# Runek (1004 m)
Runek (1004 m) – słabo wyodrębniony wierzchołek w Paśmie Lubania w Gorcach, na zachód od jego głównego wierzchołka – Lubania. Na mapie Geoportalu są obok siebie dwa szczyty o tej samej nazwie. Ten, o którym mowa, to szczyt wschodni. Na mapie Compassu i w przewodnikach turystycznych zachodni szczyt Runka ma nazwę Runek Hubieński. Pomiędzy tymi wierzchołkami, około 100 m na zachód od Runka zbiega do Ochotnicy Górnej ścieżka, którą prowadził znakowany, żółty szlak turystyczny, obecnie zlikwidowany. Przy ścieżce znajdują się (obecnie już zarośnięte): Jezioro Zawadowskiego (J. Zawadowskie) i Jezioro Iwanowskiego (J. Iwanowskie). W wale rozdzielającym jeziora jest wejście do niewielkiej Jaskini nad Jeziorami.
Nazwa Runek jest pochodzenia wołoskiego, pochodzi od słowa runc, oznaczającego polanę powstałą poprzez wypalenie lasu. Obecnie jednak na szczycie nie ma już śladu po polanie i jest on całkowicie zarośnięty świerkowym lasem. Dawniej na Runku stała drewniana wieża triangulacyjna, przez miejscową ludność nazywana patrią lub patryją. W Paśmie Lubania były 4 takie wieże: na Bukowince, Runku, Lubaniu i Marszałku.
Południowe stoki Runka należą do wsi Maniowy, północne do wsi Ochotnica Górna w powiecie nowotarskim, w województwie małopolskim.

## Szlaki turystyczne
Główny Szlak Beskidzki, odcinek: Knurowska Przełęcz – Turkówka – Turkowska – Bukowinka – Chałupisko – Cyrla – Studzionki – Kotelnica – Runek (Hubieński) – Runek – Polana Wybrańska – Kudowski Wierch – Kudów – Jaworzyny Ochotnickie – Lubań – Wierch Lubania. Odległość 13,7 km, suma podejść 750 m, suma zejść 430 m, czas przejścia: 4 godz., z powrotem 3:05 godz.
- Czas przejścia z Przełęczy Knurowskiej na Runek 1:55 h, ↓ 1:45 h
- Czas przejścia z Runka na Lubań 1:40 h, ↓ 1:25 h.